# Чемпионат Африки по дзюдо 2014
Чемпионат Африки по дзюдо 2014 года прошёл 26 — 27 июня в городе Порт-Луи (Маврикий).

## Медалисты

### Мужчины
| Весовая категория       | Золото                       | Серебро                     | Бронза                                               |
| ----------------------- | ---------------------------- | --------------------------- | ---------------------------------------------------- |
| Суперлёгкая (до 60 кг)  | Фрай Дхуиби · Тунис          | Аюб Эль-Идрисси · Марокко   | Яссин Мудатир · Марокко Мохамед Рехаби · Алжир       |
| Полулёгкая (до 66 кг)   | Мохамед Абедлмавгуд · Египет | Хусем Халфауи · Тунис       | Фетхи Нурин · Алжир Худ Зурдани · Алжир              |
| Лёгкая (до 73 кг)       | Гидеон ван Зил · ЮАР         | Уссама Джедди · Алжир       | Мохамед Моелдин · Египет Хатим Тагрурти · Марокко    |
| Полусредняя (до 81 кг)  | Сафуан Аттаф · Марокко       | Али Хазем · Египет          | Абделазиз Бен Аммар · Тунис Ясин Ладур · Алжир       |
| Средняя (до 90 кг)      | Хатем Абд Эль-Ахер · Египет  | Абдерахман Бенамади · Алжир | Имад Абдаллауи · Марокко Ахмед Лахмади · Тунис       |
| Полутяжёлая (до 100 кг) | Лиес Буякуб · Алжир          | Рамадан Дарвиш · Египет     | Мбагник Ндиае · Сенегал Стефан Омбионгно · Камерун   |
| Тяжёлая (свыше 100 кг)  | Файсал Джабала · Тунис       | Ислам Эль-Шехаби · Египет   | Эль-Мехди Малки · Марокко Билал Зуани · Алжир        |
| Абсолютная категория    | Файсал Джабала · Тунис       | Мохаммед Тайеб · Алжир      | Диудонн Долассем · Камерун Эль-Мехди Малки · Марокко |

### Женщины
| Весовая категория      | Золото                       | Серебро                      | Бронза                                                           |
| ---------------------- | ---------------------------- | ---------------------------- | ---------------------------------------------------------------- |
| Суперлёгкая (до 48 кг) | Татьяна Цезар · Гвинея-Бисау | Сабрина Саиди · Алжир        | Присцилла Моранд · Маврикий Асараманитра Ратиарисон · Мадагаскар |
| Полулёгкая (до 52 кг)  | Хелай Аяри · Тунис           | Кристиан Легентил · Маврикий | Айя Халед · Египет Мерием Мусса · Алжир                          |
| Лёгкая (до 57 кг)      | Ратиба Тарикет · Алжир       | Несрия Джласси · Тунис       | Фатима Захра Чакир · Марокко Паула Ситчепинг · Камерун           |
| Полусредняя (до 63 кг) | Имен Агуар · Алжир           | Суад Беллакехал · Алжир      | Шандра Шогеди · Гана Ризлен Зуак · Марокко                       |
| Средняя (до 70 кг)     | Антония Морейра · Ангола     | Фабиола Нданга · Камерун     | Нада Ибрахим · Египет Асмаа Нианг · Марокко                      |
| Полутяжёлая (до 78 кг) | Каутар Уаллал · Алжир        | Сара Марьям Мазуз · Габон    | Ортенс Ванесса Мбалла Атангана · Камерун Сарра Мзугуи · Тунис    |
| Тяжёлая (свыше 78 кг)  | Нихел Шейх Руху · Тунис      | Сония Асселах · Алжир        | Кристелл Окодомбе Фогвинг · Камерун Сара Трабелси · Тунис        |
| Абсолютная категория   | Сония Асселах · Алжир        | Нихел Шейх Руху · Тунис      | Моника Сагна · Сенегал Надин Вети Диоджо · Камерун               |